# Holiday (Green Day)
Holiday is een nummer van de Amerikaanse punkrockband Green Day uit 2005. Het is de derde single van hun zevende studioalbum American Idiot.
Zoals de meeste nummers van American Idiot belicht/bespot Green Day ook in dit nummer de handelswijze van de Amerikaanse politiek op dat moment. Waar in het nummer American Idiot toenmalig president George W. Bush nog op de korrel werd genomen, is Green Day in "Holiday" voornamelijk triest gestemd, hoewel het nummer toch vrij vrolijk klinkt. Billie Joe Armstrong heeft later gezegd dat het nummer een uitgesproken "fuck you" is naar Bush. Het nummer werd dan ook geïnspireerd door de muziek van Bob Dylan.
"Holiday" werd wereldwijd een klein hitje. In de Amerikaanse Billboard Hot 100 haalde het de 19e positie. In Nederland werd de 8e positie in de Tipparade gehaald. In Vlaanderen wist het helemaal geen hitlijsten te behalen.
Tijdens een concert in New Jersey in 2016 werd de tekst "Pulverize the Eiffel Towers" vervangen door "Pulverize the Donald Trump Towers". De band is namelijk ook een uitgesproken tegenstander van Donald Trump.

## NPO Radio 2 Top 2000
| Nummer met noteringen in de NPO Radio 2 Top 2000 | '16  | '17  | '18  | '19  | '20  | '21  | '22  | '23  | '24  |
| ------------------------------------------------ | ---- | ---- | ---- | ---- | ---- | ---- | ---- | ---- | ---- |
| Holiday                                          | 1353 | 1397 | 1264 | 1238 | 1334 | 1353 | 1292 | 1281 | 1264 |

1. ↑  Een vetgedrukt getal geeft de hoogste notering aan.
2. ↑  2016 was het eerste jaar met een notering voor dit nummer.